# Siano
Siano község (comune) Olaszország Campania régiójában, Salerno megyében.

## Fekvése
A megye északnyugati részén fekszik. Határai: Bracigliano, Castel San Giorgio, Mercato San Severino és Sarno.

## Története
Első írásos említése 848-ból származik. A következő századokban nemesi birtok volt. A 19. században nyerte el önállóságát, amikor a Nápolyi Királyságban felszámolták a feudalizmust. Korabeli épületeinek nagy része elpusztult az 1980-as hirpiniai földrengésben.

## Népessége
A népesség számának alakulása:

## Főbb látnivalói
- Santi Patroni Rocco e Sebastiano-templom
- Santa Maria delle Grazie
- Madonna del Carmine
- Maria Santissima Annunziata
- Palazzo Ducale
- Palazzo Di Benedetto
- Palazzo Iennaco
- Palazzo Donnarumma